# 全椒站
全椒站是合宁铁路的车站，位于中华人民共和国安徽省滁州市全椒县，属客货运三等站。
车站占地30,000余平方米，其中乘客候车室占1,900余平方米。建造工程于2007年2月16日开始，由中铁三局负责承建。
全椒站在2008年4月18日合宁铁路通车首天因车站设备没有到位而未啟用，已于5月1日正式启用。